# 泰達足球場
泰達足球場(たいたつそっきゅうじょう、簡体字中国語: 泰达足球场, 英:TEDA Football Stadium)は、中国・天津市天津経済技術開発区にあるサッカー専用スタジアム。

## 概要
2004年に設立された。収容人数は37,450人。泰達足球場は天津経済技術開発区(英:Tianjin Economic-Technological Development Area, 通称:泰達)内にある。
中国スーパーリーグ（中国超級聯賽、国内リーグ1部に相当）に所属する天津泰達のホームスタジアムとして使用されている。

## ギャラリー

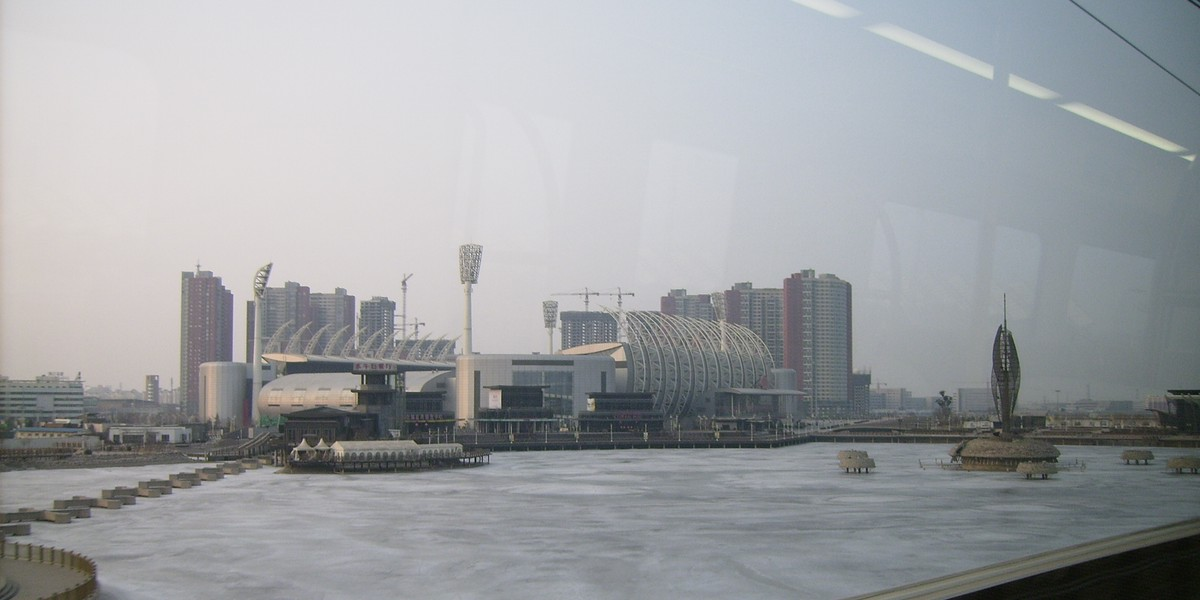
スタジアムの外観
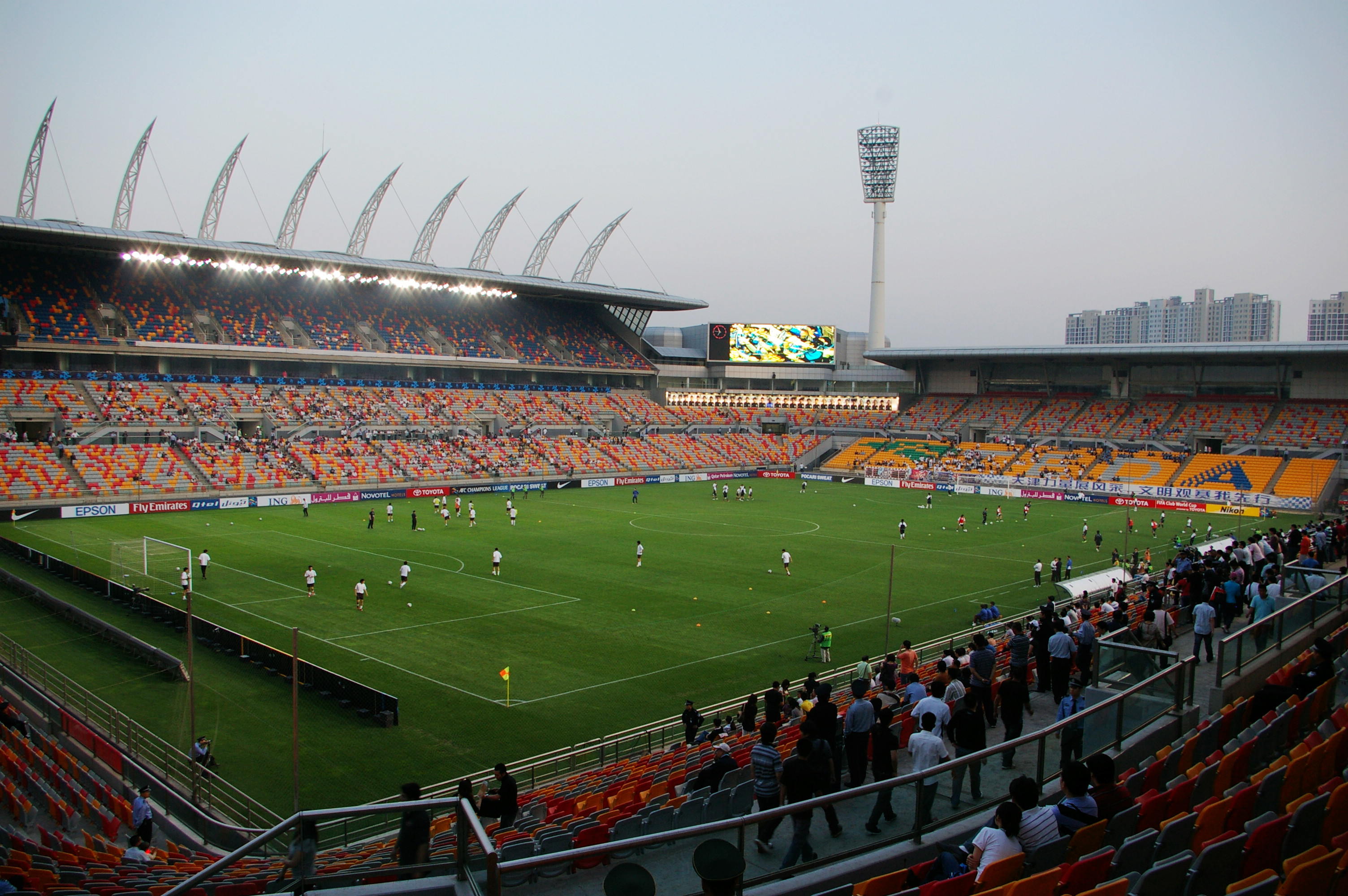
スタジアム内の様子
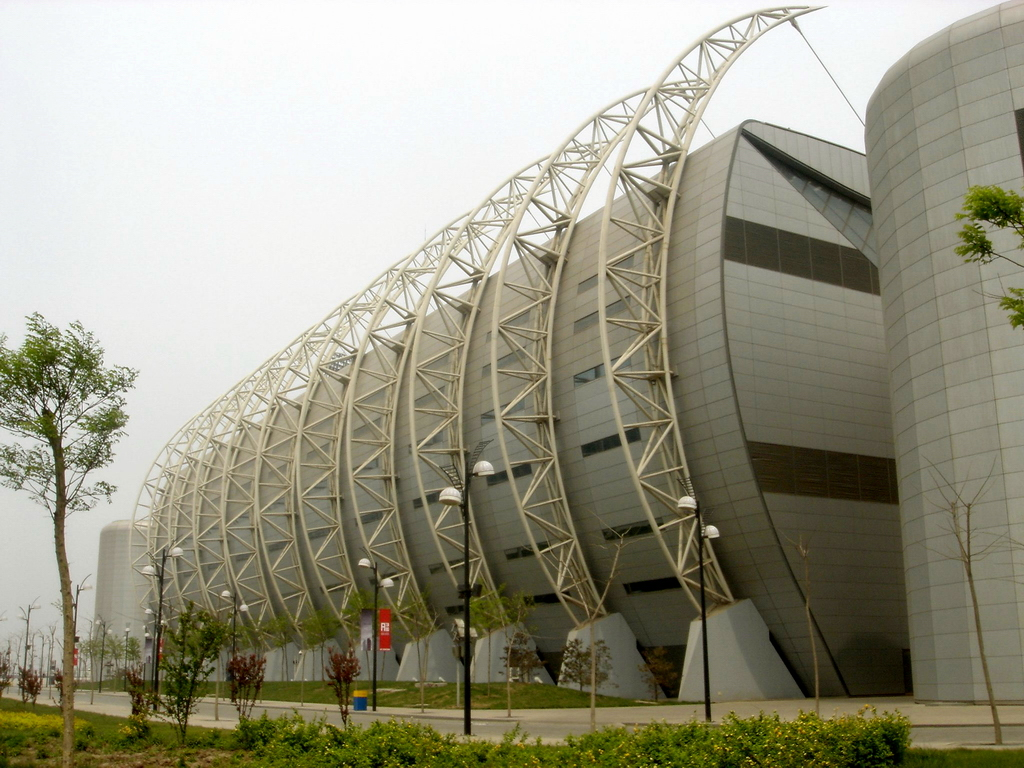
泰達足球場の外観